# 탈군국주의화
탈군국주의화는 전쟁에 패망한 일본을 점령한 미군정(CHQ)가 일본의 전쟁도발을 뿌리뽑기 위해 시행한 정책들을 말한다.

## 진행과정
- 기독교 장려를 통한 신토의 약화시도(성서배포)
- 도쿄 전범재판을 통한 전범들에 대한 처벌
- 여성에 대한 참정권이 인정되는 보통선거와 비밀경찰 폐지를 통한 정치적인 민주화(1946년 4월)
- 노동조합 결성과 사회주의 운동 장려를 통한 자본가 견제

CHQ책임자인 맥아더는 자본가가 더 많은 이윤추구를 통한 성장을 제일 중요하게 여기는 자본의 특징때문에 전쟁수행을 도왔다고 보았기 때문에, 노동조합 결성과 사회주의 운동 장려를 통해 그러니까 프롤레타리아 계급의 정치세력화를 통해 자본가 계급을 견제하고자 하였다.
- 재벌 해체를 통한 전체주의 약화시도
- 독점과 담합 금지를 통한 경제개혁
- 소작인들에게 땅을 주는 토지개혁을 통한 농업 장려

일본 NHK드라마를 소설로 옮겨쓴 일본소설 오싱에서 오싱이 오빠 쇼지에게 토지개혁이야기를 듣고는,"소작인들이 제대로 대접받게 되었다"라고 말하는 대사가 있다. 농산물의 반을 바칠만큼 지주의 수탈에 시달리던 소작인들에게 토지를 제공받은 토지개혁은 당연히 기뻐할 일이었다.
- 주권이 국민에게 있음을 명시, 민주화된 새로운 헌법 제정

1947년 11월 3일 제정되었고,이듬해 5월 3일에 시행되었다.
- 일본 헌법9조에 평화헌법을 표기하여 전쟁을 영구히 일으키지 않으며,평화를 희구한다는다는 사항을 명시.

## 탈군국주의의 실패
- 1954년 재무장
- 1955년 일본사회의 보수화와 이를 견제할 진보세력의 약화

노동계의 경우 일본 공산당과 관련된 노동자들은 직장에서 해고되어, 자본가를 견제할 수 있는 세력이 없어졌다. 더구나 진보정당인 일본사회당의 분열로 진보세력이 내분되어 보수세력들의 입지를 굳혀주었다.
- 자유민주당결성으로 보수세력이 단결, 1993년까지 장기집권하였다.
- 1951년 샌프란시스코 조약으로 침략전쟁에 대한 책임을 지지 않은상태에서 사면되었다.

## 논란의 소지
- 징용을 피해서 어쩔 수 없이 포로수용소에 고용되었던 조선인 연합국 포로관리자들도 포로 학대 혐의로 사형당하거나 중형을 언도받았다.
- 태평양 전쟁의 최고책임자로 볼 수 있는 천왕에 대해서는 일본인들의 반발을 우려하여 전범재판에 회부하지 않았다.